# Magyar kitüntetések viselési sorrendje az 1948-as állapotnak megfelelően
A második magyar köztársaság idején adományozott rendjelek, kitüntetések, dísz- és emlékjelvények 1948. évi állapotnak megfelelő viselési sorrendje a következő volt.
1. Kossuth Érdemrend I. osztálya
2. A Magyar Érdemrend nagykeresztje
3. Kossuth Érdemrend II. osztálya
4. A Magyar Érdemrend középkeresztje a csillaggal
5. Köztársasági Elnök Elismerésének arany koszorúja
6. A Magyar Érdemrend parancsnoki keresztje
7. A Magyar Érdemrend tisztikeresztje
8. Magyar Szabadság Érdemrend ezüst fokozata
9. Magyar Munka Érdemrend arany fokozata
10. Kossuth Érdemrend III. osztálya
11. A Magyar Köztársasági Érdemrend kiskeresztje
12. Magyar Szabadság Érdemrend bronz fokozata
13. Magyar Munka Érdemrend ezüst fokozata
14. Magyar Arany Érdemkereszt
15. Köztársasági Elnök Elismerésének ezüst koszorúja
16. Magyar Munka Érdemrend bronz fokozata
17. Magyar Köztársasági Sportérdemrend arany fokozata
18. Magyar Ezüst Érdemkereszt
19. Magyar Munka Érdemérem
20. Magyar Köztársasági Sportérdemrend ezüst fokozata
21. Magyar Bronz Érdemkereszt
22. Köztársasági Elnök Elismerésének bronz fokozata
23. Közbiztonsági Szolgálati Jel arany fokozata
24. Magyar Köztársasági Sportérdemrend bronz fokozata
25. Közbiztonsági Szolgálati Jel ezüst fokozata
26. „48-as” Díszérem
27. Közbiztonsági Szolgálati Jel bronz fokozata